# Грегіт (гора)
Грегіт (іноді — Грегот) — гора в Українських Карпатах, у масиві Покутсько-Буковинських Карпат, у межах Скибового покриву. Розташована в Косівському районі Івано-Франківської області, на захід від села Шепіт.

## Опис
Висота 1472 м. Вершина частково заліснена, схили стрімкі (особливо східні), кам'янисті, порослі лісом. На південний захід розташована найвища гора Покутсько-Буковинських Карпат — Ротило (1483 м), на південь — гора Габорянська (1444 м).
Грегіт четвертий за висотою гір Покутсько-Буковинських Карпат після г. Ротило (1483 м), г. Хорде (1478 м) та г. Біла Кобила (1476 м).
Вершина та її схили, подекуди, вкриті розсипами ямненського пісковика. На деяких плитах наявні видовбані лунки, ями різної величини і форми, які, очевидно, мали ритуальне та календарне призначення. Схили гори вкриті смерековими лісами, в яких трапляються рідкісні види рослин і тварин, зокрема росте сосна кедрова європейська.
Гора розташована в межах Національного природного парку «Гуцульщина».
На півночі від гори бере початок струмок Ставник, правий доплив Пістиньки. На південно-західних схилах гори бере початок потік Жолнерський.
Поблизу села Космач у 1996 році створено ландшафтний заказник місцевого значення «Грегіт» площею 310 га, який зараз є складовою НПП «Гуцульщина».
Найближчі населені пункти до г. Грегіт: с. Волова (близько 7 км), с. Шепіт (близько 7 км), с. Бережниця (близько 10 км), с. Космач (близько 11 км), с. Віпче (близько 11 км), смт. Верховина (близько 15 км).

### Галерея

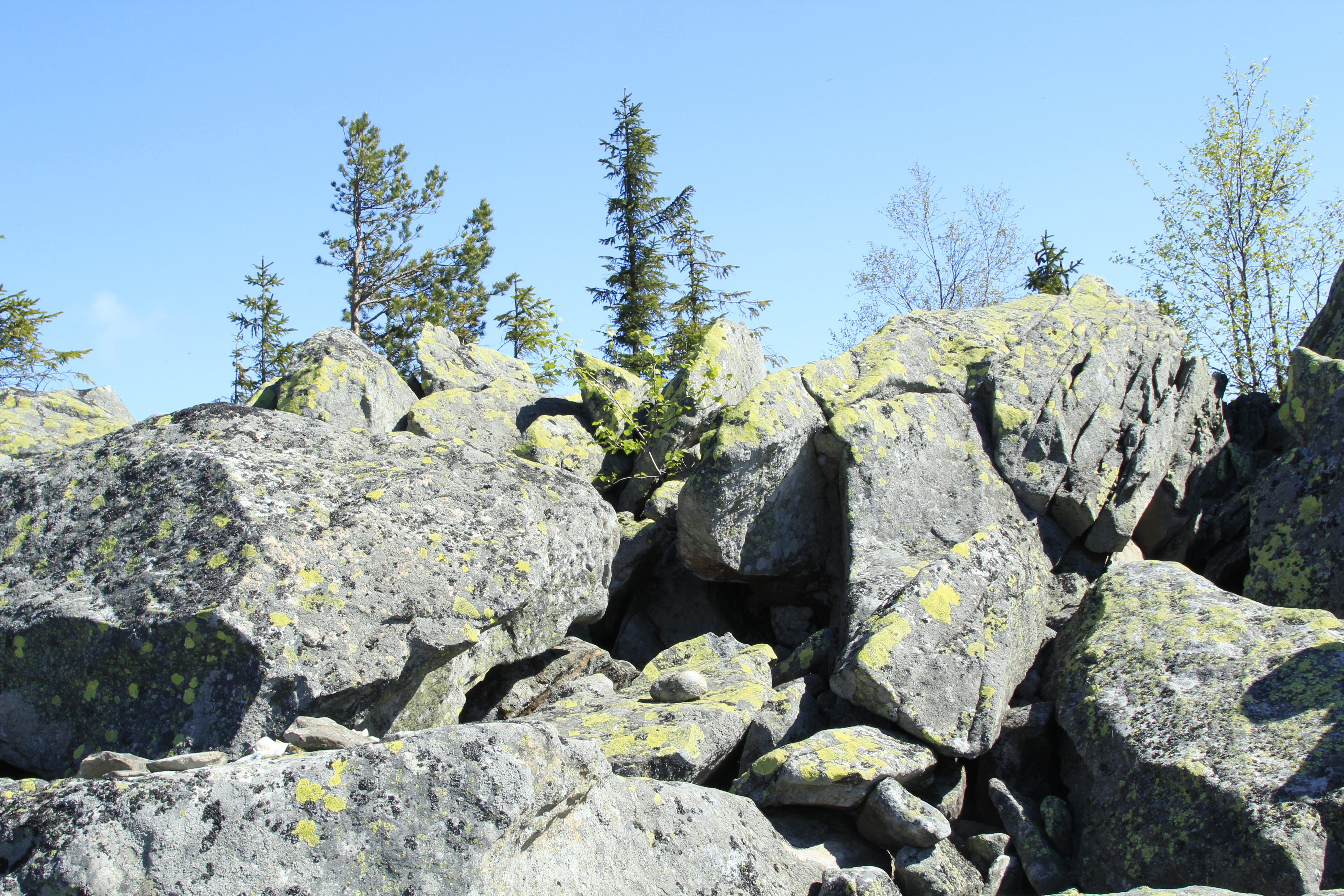
Кам'яні розсипи на вершині
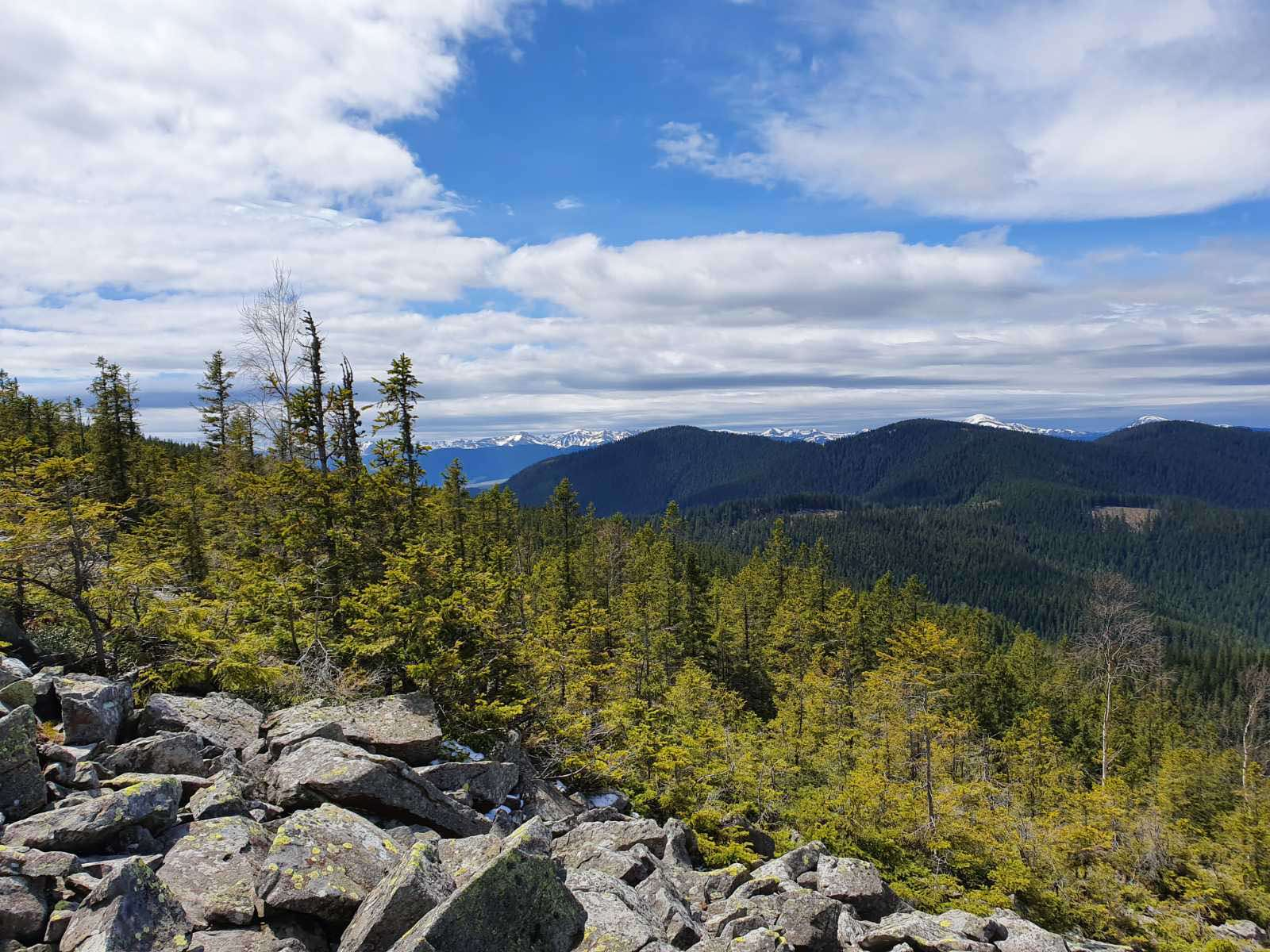
Вид на захід з північних схилів гори
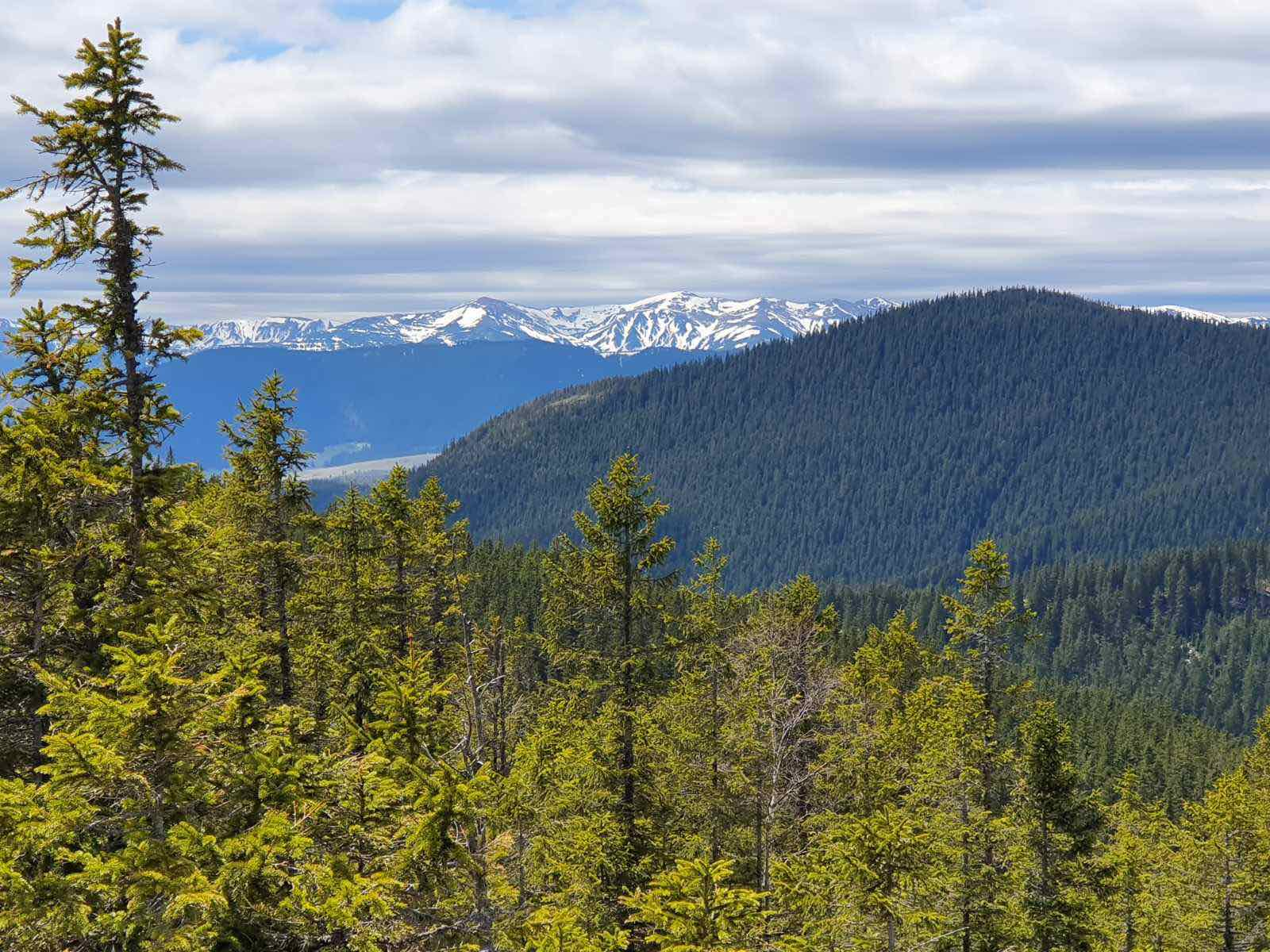
Вид на захід з північних схилів гори
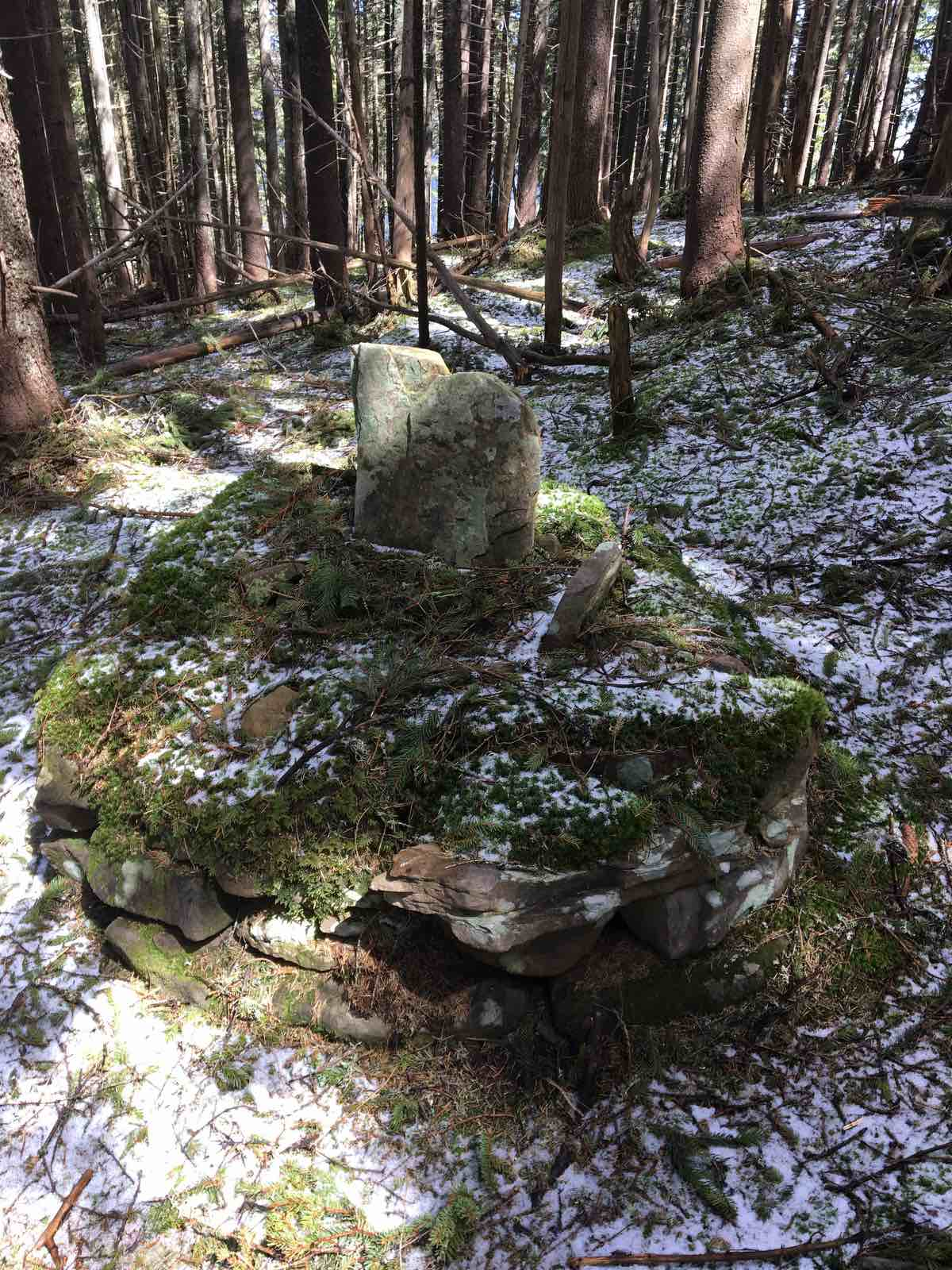
Джерело на схилах Грегота

- Більше зображень у відгуках Google Maps

### Історія
З цією місцевістю пов'язані народні легенди про карпатських опришків. За переказами, Олекса Довбуш неодноразово перебував у селі Космач, розташованому неподалік гори. Згідно з народними оповідями, саме в Космачі він загинув, а його побратими, за традиційною версією, несли тіло отамана на гору Грегіт.

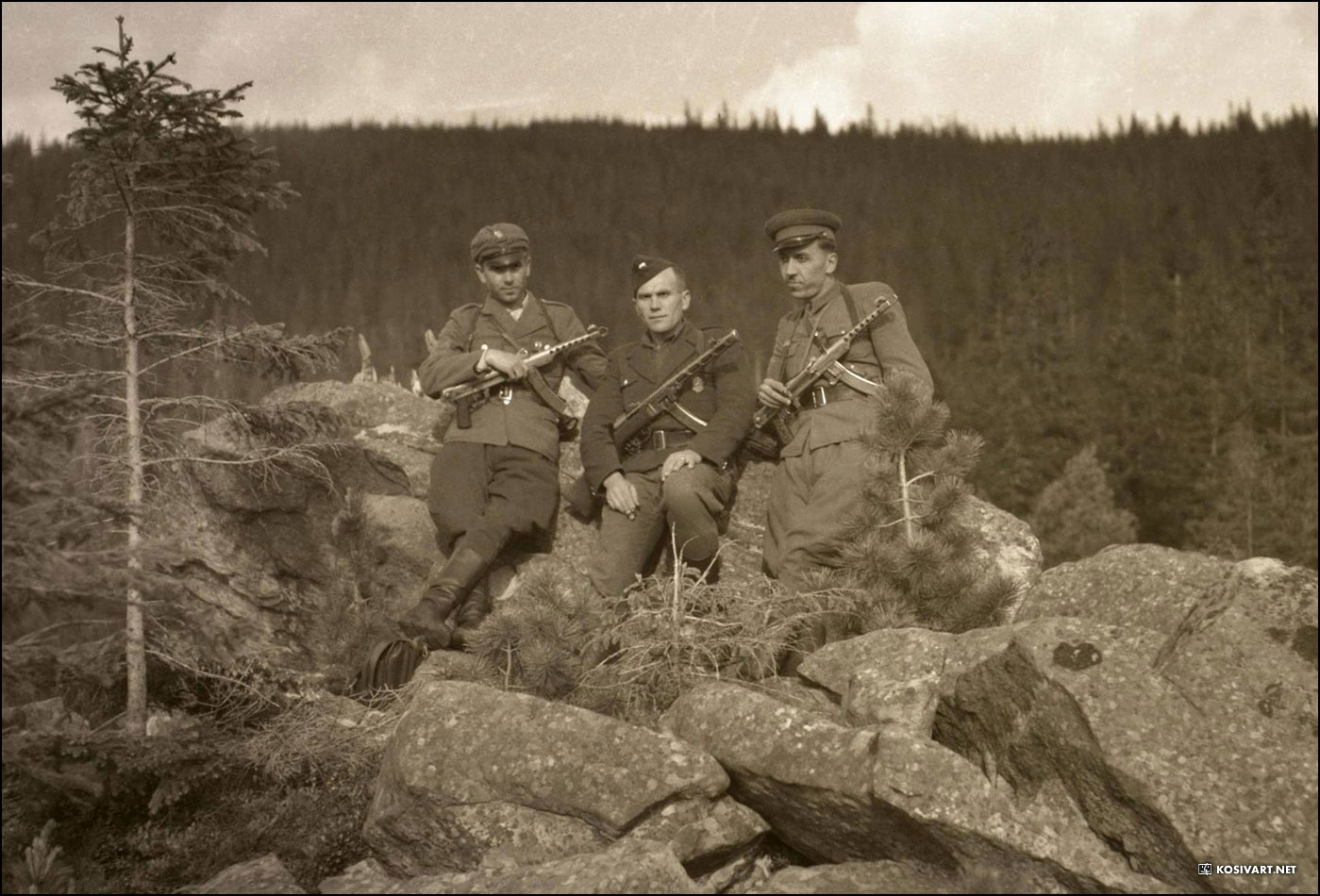
Повстанці УПА на горі Грегіт, 1947 рік.

### Походження назви
Багато вершин, як і Грегіт, вкриті горгонами (цикотами), або як кажуть у цій частині Карпат — греготами — великими каменями-пісковиками, порослими мохом салатового відтінку. Звичайно камені нерегулярної форми, не мають стабільної опори і коли на них наступати, вони цокають, горгочуть або грегочуть. Етимологічний словник української мови Я. Рудницького подає слово «Грегіт» як термін на позначення подібних ландшафтів — кам'яних полів, осипищ. Тобто, власна назва гори Гергіт походить від загальної назви Грегіт.
Уперше слово «грехіт» зустрічається у вітчизняному красному письменстві власне в творчості священника за фахом і поета за покликанням — Маркіяна Шашкевича, який так описує минущість життя:

## Маршрути на Грегіт
1. Найлегший спосіб піднятися на вершину — починати підйом з села Шепіт. Дорога на гору Грегіт йде відкритим хребтом Щівник, з якого відкриваються пречудові краєвиди на село Космач та на сусідні вершини: г. Версалем (1407 м), г. Ротило (1483 м), г. Габорянську (1445 м), г. Бубенську (1232 м) та г. Білу Кобилу (1477 м).
- Нитка маршруту: с. Шепіт — г. Грегіт — с. Шепіт.
- Довжина маршруту: 15 км.
- Перепад висот: 807 м вверх і стільки ж униз.
- Тривалість: 6–7 годин.

2. За один день також зручно пройти кільцевим маршрутом з с. Волова, що неподалік Верховини, через г. Ротило.
- Нитка маршруту: с. Волова — г. Ротило (1483 м) — полонина Крами — г. Грегіт — с. Волова.
- Довжина маршруту: 20 км.
- Перепад висот: 1069 м вверх і стільки ж униз.
- Тривалість: 9–10 годин, або з однією ночівлею на мальовничій полонині.

3. Також часто в одноденний похід ходять з найбільшого на Гуцульщині села Космач. Цьому селу потрібно присвятити окрему увагу під час мандрівки, тож якщо ви сюди приїхали, присвятіть час і селу, і горам.
- Нитка маршруту: с. Космач — г. Грегіт — с. Космач.
- Довжина маршруту: 23 км.
- Перепад висот: 1120 м вверх і вниз.
- Тривалість: 9–10 год.

4. Запрутські Горгани — цікавий карпатський масив. Він малолюдний, тому тут можна планувати й багатоденні походи. Можна йти найдовшим варіантом від с. Микуличин через г. Ягідну і до Космача чи Буковецького перевалу. Можна стартувати у с. Волова і спускатися до смт. Верховина.
- Нитка маршруту: с. Волова — г. Ротило (1483 м) — полонина Крами — г. Грегіт (1472 м) — полонина Веснарка — г. Біла Кобила (1477 м) — с. Віпче — смт. Верховина.
- Довжина маршруту: 27 км.
- Перепад висот: 1334 вверх і 1489 вниз.
- Тривалість: 2 дні.